# Andropogon lindmanii
Andropogon lindmanii är en gräsart som beskrevs av Eduard Hackel och Carl Lindman. Andropogon lindmanii ingår i släktet Andropogon och familjen gräs. Inga underarter finns listade i Catalogue of Life.